# Luc Jidiata
Luc Jidiata ( russe : Лука Жидята ) est le deuxième évêque de Novgorod (vers  1035–15 octobre 1060 ou 1059). 

## Biographie
Il remplace Ephrem qui administrait l'éparchie après la mort de Joachim de Chersonèse sans être consacré évêque.
On sait peu de choses sur Luc Jidiata. Il est connu par un sermon, Homélie aux frères, considéré comme le plus ancien témoignage de la pastorale locale. Il fut le premier évêque de l'Église né dans le pays. Son prédécesseur, Joachim de Chersonèse, était grec. Dans la Chronique des temps passés, l'arrivée de Luc Jidiata à Novgorod est racontée en ces termes : Iaroslav se rendit à Novgorod y installa comme prince son fils Vladimir et nomma comme évêque Jidiata.
La cathédrale Sainte-Sophie a été construite en bois à l'initiative du prince Vladimir à partir de 1036. Un incendie l'a détruite en 1049 alors qu'elle n'est pas encore terminée,. Elle est remplacée par la structure en pierre actuelle, peut-être le plus ancien bâtiment encore en usage en Russie, que Luc Jidiata a consacré le 14 septembre 1052.
Luc Jidiata s'est opposé aux nominations par le grand-prince de Kiev d'Hilarion en 1051 (mort en 1054), choisi par un concile des évêques russes, et son successeur Ephrem (1055-1065), dignitaire grec, comme métropolites de Kiev, non seulement pour s'opposer à Kiev, mais parce que la nomination du métropolite de Kiev était la prérogative du patriarche de Constantinople. Il fut calomnié par son esclave Dudik et fut rappelé à Kiev vers 1055 où il fut détenu pendant trois ans. Lorsque la calomnie fut découverte, le nez et les deux mains de l'esclave furent coupés. Luc Jidiata est mort au bord de la rivière Kopys (dans la Biélorussie moderne) lors de son voyage de retour à Novgorod, le 15 octobre 1059 ou 1060, et fut enterré dans la cathédrale Sainte-Sophie.
Certains historiens disent que Luc Jidiata tire son surnom (Jidiata) de son ascendance juive,, tandis que d'autres soutiennent qu'il s'agit d'un dérivé du nom Georgy ou Zhidoslav.
Luc Jidiata est un saint de l'église orthodoxe russe.

## Source
- (en) Cet article est partiellement ou en totalité issu de l’article de Wikipédia en anglais intitulé « Luka Zhidiata » (voir la liste des auteurs).